# Kevin Holland
Kevin Alan Holland (Riverside, California, Estados Unidos, 5 de noviembre de 1992) es un artista marcial mixto estadounidense que compite en la división de peso wélter de Ultimate Fighting Championship (UFC). Desde el 12 de marzo de 2024, está en la posición #14 del ranking de peso wélter de UFC.

## Primeros años
Nacido en Riverside, California, Estados Unidos, y criado en Rancho Cucamonga y Ontario, empezó a entrenar artes marciales cuando tenía 16 años y era fan de Georges St-Pierre. Se enamoró de la UFC después de ver UFC 100, la primera vez que veía la UFC, cuando estaba visitando a su padre en Filadelfia.

## Carrera de artes marciales mixtas

### Inicios
Después de compilar un récord amateur de 5-0, comenzó su carrera profesional en 2015. Luchó bajo varias promociones como Xtreme Knockout, Legacy Fighting Championship, King of the Cage, Bellator MMA, Legacy Fighting Alliance y acumuló un récord de 12-3 antes de su fichaje por la UFC.

### Dana White's Tuesday Night Contender Series
Apareció en el Dana White's Contender Series 9. Se enfrentó a Will Santiago y ganó el combate por decisión unánime el 12 de junio de 2018. Incluso con la victoria, a Holland no se le ofreció un contrato en el programa, pero fue traído para enfrentar a Thiago Santos en UFC 227.

### Ultimate Fighting Championship
Debutó en la UFC contra Thiago Santos el 4 de agosto de 2018 en UFC 227. Perdió el combate por decisión unánime.
Holland enfrentó a John Phillips el 24 de noviembre de 2018 en UFC Fight Night: Blaydes vs. Ngannou 2. Ganó el combate por sumisión en el tercer asalto.
Holland enfrentó a Gerald Meerschaert el 30 de marzo de 2019 en UFC on ESPN: Barboza vs. Gaethje. Ganó el combate por decisión dividida.
Holland enfrentó a Alessio Di Chirico el 22 de junio de 2019 en UFC Fight Night: Moicano vs. Korean Zombie. Ganó el combate por decisión unánime.
Se esperaba que Holland enfrentara a Antônio Arroyo el 16 de noviembre de 2019 en UFC Fight Night: Błachowicz vs. Jacaré. Sin embargo, a finales de septiembre, los responsables de la promoción decidieron sacarlo del combate en favor de un enfrentamiento contra Brendan Allen el 18 de octubre de 2019 en UFC on ESPN: Reyes vs. Weidman. Perdió el combate por sumisión en el segundo asalto.
Se esperaba que Holland enfrentara a Jack Marshman el 21 de marzo de 2020 en UFC Fight Night: Woodley vs. Edwards. Sin embargo, el 9 de abril, el presidente de la UFC, Dana White, anunció que este evento se posponía. En su lugar, se enfrentó a Anthony Hernandez el 16 de mayo de 2020 en UFC on ESPN: Overeem vs. Harris. Ganó el combate por TKO en el primer asalto.
Se esperaba que Holland enfrentara a Daniel Rodriguez el 30 de mayo de 2020 en UFC on ESPN: Woodley vs. Burns. Sin embargo, el 26 de mayo, se vio obligado a retirarse del combate debido a una lesión y fue sustituido por Gabriel Green.
Se esperaba que Holland enfrentara a Trevin Giles el 1 de agosto de 2020 en UFC Fight Night: Brunson vs. Shahbazyan. A su vez, Giles se desmayó justo antes de su salida y el combate fue cancelado.
Holland enfrentó a Joaquin Buckley el 8 de agosto de 2020 en UFC Fight Night: Lewis vs. Oleinik. Ganó el combate por TKO en el tercer asalto. Esta victoria le valió el premio a la Actuación de la Noche.
Holland enfrentó a Darren Stewart el 19 de septiembre de 2020 en UFC Fight Night: Covington vs. Woodley. Ganó el combate por decisión dividida.
Se esperaba que Holland enfrentara a Makhmud Muradov el 31 de octubre de 2020 en UFC Fight Night: Hall vs. Silva. A su vez, Muradov fue retirado del combate debido a que dio positivo por COVID-19 y fue sustituido por Charlie Ontiveros. Ganó el combate por TKO en el primer asalto. Esta victoria le valió el premio a la Actuación de la Noche.
Se esperaba que Holland enfrentara a Jack Hermansson el 5 de diciembre de 2020 en UFC on ESPN: Hermansson vs. Vettori. Sin embargo, el 28 de noviembre, se anunció que se retiró del combate debido a que dio positivo por COVID-19.
Holland enfrentó a Ronaldo Souza el 12 de diciembre de 2020 en UFC 256. Ganó el combate por KO en el primer asalto. Este combate marcó el récord de más victorias de UFC en 2020. (5). Esta victoria le valió el premio a la Actuación de la Noche.
Holland enfrentó a Derek Brunson el 20 de marzo de 2021 en UFC on ESPN: Brunson vs. Holland. Perdió el combate por decisión unánime.
Holland enfrentó a Marvin Vettori el 10 de abril de 2021 en UFC on ABC: Vettori vs. Holland. Con su segundo evento principal en tres semanas, empató el récord de menor tiempo entre dos eventos principales. Perdió el combate por decisión unánime. Posteriormente, cuando le quedaba un combate en su contrato vigente, firmó un nuevo acuerdo de varios combates con la UFC.
Holland enfrentó a Kyle Daukaus el 2 de octubre de 2021 en UFC Fight Night: Santos vs. Walker. El combate terminó sin resultado tras un cabezazo accidental.
Holland estaba programado para que se enfrentara a Kyle Daukaus el 13 de noviembre de 2021 en UFC Fight Night: Holloway vs. Rodríguez. Sin embargo, se retiró del combate debido a una lesión.

#### 2022
Holland enfrentó a Alex Oliveira el 5 de marzo de 2022 en UFC 272. Ganó el combate por TKO en el segundo asalto. Esta victoria le valió el premio a la Actuación de la Noche.
Holland enfrentó a Tim Means el 18 de junio de 2022 at UFC on ESPN 37. Ganó la pelea por sumisión en el segundo asalto. Esta victoria lo hizo merecedor de su quinto premio de Actuación de la Noche.
Se esperaba que Holland enfrentara a Daniel Rodriguez el 10 de septiembre de 2022, en UFC 279. Sin embargo, debido a que Khamzat Chimaev no dio el peso para su pelea de peso wélter programada en el evento estelar contra Nate Diaz por casi 10 libras, UFC se vio obligada a remover a Chimaev del evento estelar y cambiar la cartelera. Holland fue programada para enfrentar a Khamzat Chimaev en un pelea de peso pactado en 180 libras en la coestelar, y la pelea fue programada para cinco asaltos. Perdió la pelea por sumisión en el primer asalto.
Holland enfrentó Stephen Thompson el 3 de diciembre de 2022, en UFC on ESPN 42. Perdió la pelea por TKO luego de que su esquina parara la pelea luego del cuarto asalto. Esta pelea lo hizo merecedor de su primer premio de Pelea de la Noche.

#### 2023
Holland enfrentó a Santiago Ponzinibbio el 8 de abril de 2023, en UFC 287. Ganó la pelea por KO en el primer asalto.
Holland enfrentó a Michael Chiesa el 29 de julio de 2023, en UFC 291. Ganó la pelea por sumisión en el primer asalto. Esta victoria lo hizo merecedor de su sexto premio de Actuación de la Noche.
Holland enfrentó a Jack Della Maddalena el 16 de septiembre de 2023, en UFC Fight Night 227. Perdió la pelea por decisión dividida.

#### 2024
Holland enfrentó al recién llegado promocional Michael Page el 9 de marzo de 2024, en UFC 299. Perdió la pelea por decisión unánime.
Holland enfrentó a Michał Oleksiejczuk en una pelea de peso mediano el 1 de junio de 2024 en UFC 302. Ganó la pelea por sumisión en el primer asalto. Esta pelea lo hizo merecedor de su séptimo premio a la Actuación de la Noche.

## Vida personal
Se casó con su esposa Charlese en 2019.
En octubre de 2021 detuvo a un presunto ladrón de coches en su barrio. Según los informes, persiguió al hombre y lo sometió hasta que llegó la policía.
En marzo de 2022 dijo que él y su compañero de entrenamiento detuvieron un tiroteo en un restaurante de Houston, Texas. Los hombres oyeron un disparo mientras estaban en un restaurante y vieron a un hombre con un arma que estaba siendo forcejeado por un miembro del público; después de quitar el arma de la mano del tirador, dijo que sometió al hombre colocándole un estrangulamiento por detrás.
En mayo de 2022 reveló que había rescatado a un conductor de un tractor-remolque volcado. Había visto cómo el conductor aceleraba y perdía el control al incorporarse a la autopista, deslizándose por el terraplén y volcando. Salió de su coche y sacó al hombre del camión, que perdía un líquido que temía que fuera a provocar una explosión.

## Campeonatos y logros

### Artes marciales mixtas
- Ultimate Fighting Championship
  - Pelea de la Noche (Una vez) vs. Stephen Thompson[65]
  - Actuación de la Noche (Siete veces) vs. Joaquin Buckley, Charlie Ontiveros, Ronaldo Souza, Alex Oliveira, Tim Means  Michael Chiesa y Michał Oleksiejczuk[32][38][44][57][60][70][77]
  - Empatado (con Roger Huerta y Neil Magny) por la mayor cantidad de victorias en un año calendario en la historia de UFC (5)
  - Mayor cantidad de victorias en un año calendario (5) en la historia de la división de peso mediano de UFC[83]
  - Mayor cantidad de peleas en un período de 12 meses en la historia de UFC (7)
  - Sexto con la mayor cantidad de golpes totales conectados en la historia de la división de peso mediano de UFC (1219)
- Xtreme Knockout
  - Campeonato de Peso Wélter de XKO
  - Campeonato de Peso Medio XKO
    - Una defensa exitosa del título
- BT Sport
  - Luchador masculino del año 2020.[84]
- Cageside Press
  - Luchador masculino del año 2020.[85]
- MMAjunkie.com
  - KO del mes de diciembre de 2020 vs. Ronaldo Souza[86]
  - Luchador revelación del año 2020[83]
  - Luchador masculino del año 2020[87]
- MMA Weekly
  - Luchador revelación del año 2020[88]
- The Athletic
  - Luchador revelación del año 2020[89]
- Sherdog
  - Luchador revelación del año 2020[90]

### Títulos amateur
- Premiere Combat Group
  - Campeonato de Peso Wélter Vacante del PCG
- Cinturones de Honor
  - Campeonato de Peso Wélter BOH

## Récord en artes marciales mixtas
| Récord profesional | Récord profesional | Récord profesional |
| 42 peleas          | 28 victorias       | 13 derrotas        |
| ------------------ | ------------------ | ------------------ |
| Nocaut             | 14                 | 1                  |
| Sumisión           | 9                  | 4                  |
| Decisión           | 5                  | 7                  |
| Sin resultado      | 1                  | 1                  |

| Resultado     | Récord    | Oponente             | Método                                       | Evento                                     | Fecha                    | Ronda | Tiempo | Localización                 | Notas                                                                                     |
| ------------- | --------- | -------------------- | -------------------------------------------- | ------------------------------------------ | ------------------------ | ----- | ------ | ---------------------------- | ----------------------------------------------------------------------------------------- |
| Derrota       | 28-14 (1) | Daniel Rodriguez     | Decisión (unánime)                           | UFC 318                                    | 19 de julio de 2025      | 3     | 5:00   | Nueva Orleans, Luisiana      |                                                                                           |
| Victoria      | 28-13 (1) | Vicente Luque        | Sumisión (Brabo Choke)                       | UFC 316                                    | 7 de junio de 2025       | 2     | 01:03  | Newark, Nueva Jersey         | Actuación de la noche.                                                                    |
| Victoria      | 27-13 (1) | Gunnar Nelson        | Decisión (unánime)                           | UFC Fight Night: Edwards vs. Brady         | 22 de marzo de 2025      | 3     | 05:00  | Londres, Inglaterra          | Regresó al peso wélter.                                                                   |
| Derrota       | 26-13 (1) | Reinier de Ridder    | Sumisión (Rear Naked-Choke)                  | UFC 311                                    | 19 de enero de 2025      | 1     | 03:31  | Inglewood, California        |                                                                                           |
| Derrota       | 26-12 (1) | Roman Dolidze        | Parada medica (Lesión de costilla)           | UFC 307                                    | 5 de octubre de 2024     | 1     | 05:00  | Salt Lake City, Utah         |                                                                                           |
| Victoria      | 26–11 (1) | Michał Oleksiejczuk  | Sumisión técnica (armbar)                    | UFC 302                                    | 1 de junio de 2024       | 1     | 1:34   | Newark, Nueva Jersey         | Regresó al peso medio. Actuación de la Noche.                                             |
| Derrota       | 25–11 (1) | Michael Page         | Decisión (unánime)                           | UFC 299                                    | 9 de marzo de 2024       | 3     | 5:00   | Miami, Florida               |                                                                                           |
| Derrota       | 25–10 (1) | Jack Della Maddalena | Decisión (dividida)                          | UFC Fight Night: Grasso vs. Shevchenko 2   | 16 de septiembre de 2023 | 3     | 5:00   | Las Vegas, Nevada            |                                                                                           |
| Victoria      | 25–9 (1)  | Michael Chiesa       | Sumisión (D'Arce choke)                      | UFC 291                                    | 29 de julio de 2023      | 1     | 2:39   | Salt Lake City, Utah         | Actuación de la Noche.                                                                    |
| Victoria      | 24–9 (1)  | Santiago Ponzinibbio | KO (golpes)                                  | UFC 287                                    | 8 de abril de 2023       | 3     | 3:16   | Miami, Florida               |                                                                                           |
| Derrota       | 23–9 (1)  | Stephen Thompson     | TKO (lesión de mano)                         | UFC on ESPN: Thompson vs. Holland          | 3 de diciembre de 2022   | 4     | 5:00   | Orlando, Florida             | Pelea de la Noche.                                                                        |
| Derrota       | 23-8 (1)  | Khamzat Chimaev      | Sumisión (D'Arce choke)                      | UFC 279                                    | 10 de septiembre de 2022 | 1     | 2:13   | Las Vegas, Nevada            | Pelea en peso pactado (180 libras).                                                       |
| Victoria      | 23-7 (1)  | Tim Means            | Sumisión (D'Arce choke)                      | UFC on ESPN: Kattar vs. Emmett             | 18 de junio de 2022      | 2     | 1:28   | Austin, Texas                | Actuación de la Noche.                                                                    |
| Victoria      | 22-7 (1)  | Alex Oliveira        | TKO (golpes y codazos)                       | UFC 272                                    | 5 de marzo de 2022       | 2     | 0:38   | Las Vegas, Nevada            | Regreso al peso wélter. Actuación de la Noche.                                            |
| Sin resultado | 21-7 (1)  | Kyle Daukaus         | Sin resultado (choque de cabezas accidental) | UFC Fight Night: Santos vs. Walker         | 2 de octubre de 2021     | 1     | 3:43   | Las Vegas, Nevada            | Un cabezazo accidental dejó inconsciente a Holland.                                       |
| Derrota       | 21-7      | Marvin Vettori       | Decisión (unánime)                           | UFC on ABC: Vettori vs. Holland            | 10 de abril de 2021      | 5     | 5:00   | Las Vegas, Nevada            |                                                                                           |
| Derrota       | 21-6      | Derek Brunson        | Decisión (unánime)                           | UFC on ESPN: Brunson vs. Holland           | 20 de marzo de 2021      | 5     | 5:00   | Las Vegas, Nevada            |                                                                                           |
| Victoria      | 21-5      | Ronaldo Souza        | KO (golpes)                                  | UFC 256                                    | 12 de diciembre de 2020  | 1     | 1:45   | Las Vegas, Nevada            | Empató el récord de la UFC de más victorias en un año natural (5). Actuación de la Noche. |
| Victoria      | 20-5      | Charlie Ontiveros    | TKO (sumisión por slam)                      | UFC Fight Night: Hall vs. Silva            | 31 de octubre de 2020    | 1     | 2:39   | Las Vegas, Nevada            | Actuación de la Noche.                                                                    |
| Victoria      | 19-5      | Darren Stewart       | Decisión (dividida)                          | UFC Fight Night: Covington vs. Woodley     | 19 de septiembre de 2020 | 3     | 5:00   | Las Vegas, Nevada            |                                                                                           |
| Victoria      | 18-5      | Joaquin Buckley      | TKO (puñetazo)                               | UFC Fight Night: Lewis vs. Oleinik         | 8 de agosto de 2020      | 3     | 0:32   | Las Vegas, Nevada            | Actuación de la Noche.                                                                    |
| Victoria      | 17-5      | Anthony Hernandez    | TKO (rodillazos y golpes)                    | UFC on ESPN: Overeem vs. Harris            | 16 de mayo de 2020       | 1     | 0:39   | Jacksonville, Florida        |                                                                                           |
| Derrota       | 16-5      | Brendan Allen        | Sumisión (rear-naked choke)                  | UFC on ESPN: Reyes vs. Weidman             | 18 de octubre de 2019    | 2     | 3:38   | Boston, Massachusetts        |                                                                                           |
| Victoria      | 16-4      | Alessio Di Chirico   | Decisión (unánime)                           | UFC Fight Night: Moicano vs. Korean Zombie | 22 de junio de 2019      | 3     | 5:00   | Greenville, Carolina del Sur |                                                                                           |
| Victoria      | 15-4      | Gerald Meerschaert   | Decisión (dividida)                          | UFC on ESPN: Barboza vs. Gaethje           | 30 de marzo de 2019      | 3     | 5:00   | Filadelfia, Pensilvania      |                                                                                           |
| Victoria      | 14-4      | John Phillips        | Sumisión (rear-naked choke)                  | UFC Fight Night: Blaydes vs. Ngannou 2     | 24 de noviembre de 2018  | 3     | 4:05   | Beijing                      |                                                                                           |
| Derrota       | 13-4      | Thiago Santos        | Decisión (unánime)                           | UFC 227                                    | 4 de agosto de 2018      | 3     | 5:00   | Los Ángeles, California      |                                                                                           |
| Victoria      | 13-3      | Will Santiago Jr.    | Decisión (unánime)                           | Dana White's Contender Series 9            | 12 de junio de 2018      | 3     | 5:00   | Las Vegas, Nevada            |                                                                                           |
| Victoria      | 12-3      | Teagan Dooley        | Sumisión (triangle choke)                    | Bellator 195                               | 2 de marzo de 2018       | 1     | 2:59   | Thackerville, Oklahoma       |                                                                                           |
| Victoria      | 11-3      | Hayward Charles      | TKO (golpes)                                 | Xtreme Knockout 39                         | 6 de enero de 2018       | 3     | 3:34   | Dallas, Texas                | Defendió el Campeonato de Peso Medio XKO.                                                 |
| Victoria      | 10-3      | Grady Hurley         | TKO (rodillazo y golpes)                     | LFA 21                                     | 1 de septiembre de 2017  | 1     | 1:24   | Branson, Misuri              |                                                                                           |
| Derrota       | 9-3       | Curtis Millender     | Decisión (unánime)                           | LFA 13                                     | 2 de junio de 2017       | 3     | 5:00   | Burbank, California          | Combate de peso wélter.                                                                   |
| Victoria      | 9-2       | David Gomez          | TKO (golpes)                                 | KOTC: Supernova                            | 18 de marzo de 2017      | 1     | 3:34   | Ontario, California          |                                                                                           |
| Victoria      | 8-2       | Geoff Neal           | TKO (golpes)                                 | Xtreme Knockout 34                         | 28 de enero de 2017      | 3     | 3:50   | Dallas, Texas                | Defendió el Campeonato de Peso Medio XKO.                                                 |
| Victoria      | 7-2       | Jose Alfredo Leija   | Sumisión                                     | Xtreme Knockout 33                         | 5 de noviembre de 2016   | 1     | 4:03   | Dallas, Texas                | Ganó el Campeonato de Peso Medio XKO.                                                     |
| Victoria      | 6-2       | Sam Liera            | Sumisión (guillotine choke)                  | KOTC: Martial Law                          | 18 de septiembre de 2016 | 2     | 2:43   | Ontario, California          | Combate de peso wélter.                                                                   |
| Victoria      | 5-2       | Sam Liera            | TKO (golpes)                                 | KOTC: Night of Champions                   | 5 de marzo de 2016       | 2     | 2:56   | Ontario, California          | Combate de peso wélter.                                                                   |
| Derrota       | 4-2       | Rafael Lovato Jr.    | Sumisión (rear-naked choke)                  | Legacy Fighting Championship 46            | 2 de octubre de 2015     | 1     | 1:24   | Allen, Texas                 | Debut en el peso medio.                                                                   |
| Derrota       | 4-1       | Ramil Mustapaev      | Decisión (unánime)                           | Key City Chaos 2                           | 15 de agosto de 2015     | 3     | 5:00   | Abilene, Texas               | Combate de peso acordado (175 libras).                                                    |
| Victoria      | 4-0       | Victor Reyna         | Sumisión (guillotine choke)                  | Xtreme Knockout 26                         | 27 de junio de 2015      | 1     | 3:44   | Dallas, Texas                |                                                                                           |
| Victoria      | 3-0       | Aaron Reves          | Sumisión                                     | Kickass Productions: Border Wars           | 29 de mayo de 2015       | 1     | 0:22   | Laredo, Texas                | Combate de peso acordado (174 libras). Holland no alcanzó el peso.                        |
| Victoria      | 2-0       | Jason Perrotta       | TKO (puñetazos)                              | Genesis Combat Sports 3                    | 25 de abril de 2015      | 1     | 1:36   | Lubbock, Texas               | Combate de peso acordado (195 libras).                                                    |
| Victoria      | 1-0       | Marcos Ayub          | TKO (puñetazos)                              | Xtreme Knockout 25                         | 28 de marzo de 2015      | 1     | 1:54   | Arlington, Texas             | Debut en el peso wélter.                                                                  |